# Poney brésilien
Le poney brésilien (portugais : Pônei brasileiro), est une race de poney très populaire au Brésil, où elle est utilisée pour l'équitation des enfants, ou comme animal de compagnie.

## Histoire
Le poney brésilien est élevé à l'échelle nationale, et n'a pas vraiment de nom ni de type fixe. Il n'est pas référencé dans la base de données DAD-IS. Il est issu de croisements initiaux entre des Falabellas, des Shetlands, et des chevaux venus de l'Uruguay et du Paraguay.

## Description

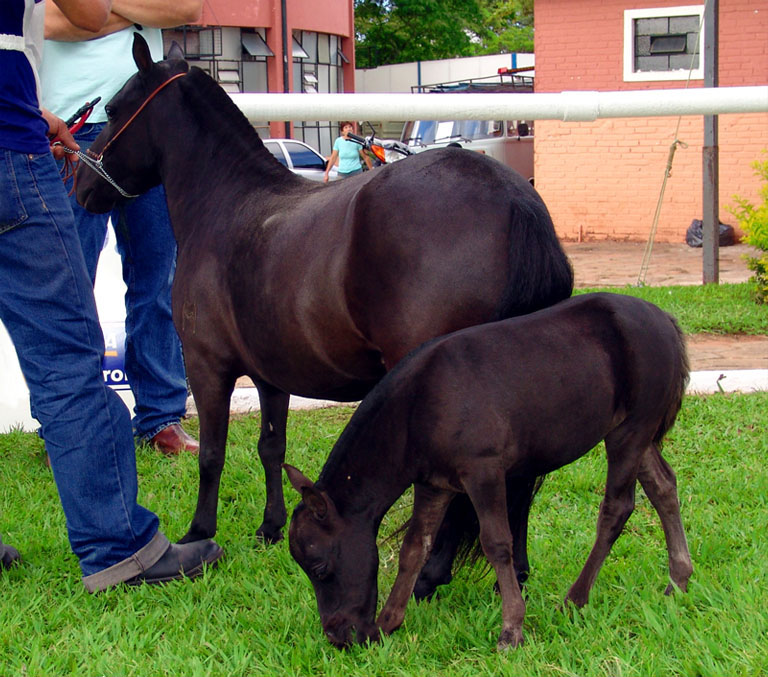
Poneys brésiliens noirs

D'après CAB International, il toise de 88 à 98 cm. Le guide Delachaux indique 90 cm à 1,10 m. À trois ans, les mâles doivent mesurer moins d'1,10 m et les femelles moins d'1 mètre.
C'est un poney eumétrique. L’influence du Welsh est bien visible. La tête est petite, de profil concave ou rectiligne, surmontée de petites oreilles. L'encolure est longue. Le garrot est sorti, le poitrail est large, et les épaules sont inclinées. La croupe est plutôt ronde. Crinière et queue sont abondants.
Les robes sont très variées, les pinto et léopard étant fréquentes,.
L'objectif d'élevage est l'obtention d'un cheval miniature avec une morphologie éloignée de celle du poney.
Le tempérament est réputé docile,. Le trot et le galop sont réputés qualiteux, et les poneys agiles.
Des étalons de la race ont fait l'objet d'une étude sur les pathologies de leur sperme : 37,12 % de ces étalons portaient des pathologies, pour l'essentiel mineures, n'empêchant pas la reproduction.

## Utilisations
Le poney brésilien est utilisé et apprécié pour l'apprentissage de l'équitation pour les très jeunes enfants,, il est également gardé comme animal de compagnie, ou attelé.

## Diffusion de l'élevage
La race est propre au Brésil. Le marché est très porteur, car en 2016, les ventes de poneys brésiliens croissent de 20 % par an.